# Томаш Пенько
Томаш Пенько (пол. Tomasz Pieńko, нар. 5 січня 2004, Вроцлав, Польща) — польський футболіст, атакувальний півзахисник клубу «Заглемб'є» (Любін) та молодіжної збірної Польщі.

## Ігрова кар'єра

### Клубна
Томаш Пенько народився у місті Вроцлав,а займатися футболом почав у Любіні. Перед початком сезону 2015/16 Пенько перейшов до клубу «Заглемб'є», де до 2020 року виступав за другий склад. 
Починаючи з сезону 2021/22 Пенько розпочав свої виступи в першій команді дебютним матчем у чемпіонаті Польщі проти плоцької «Вісли» у серпні 2021 року. З сезону 2022/23 футболіст зайняв постійне місце в основі команди.

### Збірна
Томаш Пенько з 2018 року виступав за юнацькі збірні Польщі різних вікових категорій. З 2022 року він є гравцем молодіжної збірної Польщі.